# كريستيان لارا
كريستيان رولاندو لارا أنانغونو (بالإسبانية: Christian Lara) (مواليد 27 أبريل 1980 في كيتو) لاعب كرة قدم إكوادوري دولي يجيد اللعب في خط الوسط. يلعب حاليا لصالح نادي كيتو الإكوادوري من سنة 2009.

## روابط خارجية
- كريستيان لارا على موقع الاتحاد الدولي (مؤرشف)  (الإنجليزية)
- كريستيان لارا على موقع قاعدة بيانات كرة القدم.إي يو (الإنجليزية)
- كريستيان لارا على موقع ناشيونال فوتبول تيمز (الإنجليزية)
- كريستيان لارا على موقع Soccerway.com (الإنجليزية)
- كريستيان لارا على موقع عالم كرة القدم.نت (الإنجليزية)